# Оргоґбуа
Оргоґбуа (д/н — бл. 1580) — 6-й великий оба (володар) держави Едо в 1547/1550—1580 роках.

## Життєпис
Син великого оби Есіґіе. У 1526 році брав участь у великому посольстві до Португалії, де захопився католицтвом. Між 1547 і 1550 роками після смерті батька успадкував трон, відмовившись бути католицьким священником. Продовжив зміцнення та розширення держави. 1551 року відмовив португальцям в прийомі наступної католицької місії з християнізації населення. Водночас активно підтримував продаж рабів, слонову кістку, пальмову олію, бенінський перець, тканини (великий оба отримав її як данину з держави Іджебу), намистини з коралів португальським торгівцям. 1553 року встановив перші торгівельні відносини з англійцями, в яких став купувати залізо. Намагався придбати гармати, але марно. 
Намагався повністю підкорити державу Іджебу, але його успішні походи мали лише тимчасовий успіх. Але йому вдалося закріпити владу Едо над узбережжям, заснувавши в Еко фортецю (тому деякими дослідниками розглядається як фундатор Лагосу). Також затвердив владу над племен-ішан та ліквідував самостійність держави Ітсекірі. Також зміцнив становище держави на державами в гирлі річки Нігер. 
Відомий також тим, що сприяв активному добувані солі з озер, лиманів та моря, яка була відома як оду. Втім з півночі став активно купувати кам'яну сіль (умвен). Крім того, першим з оба здійснив морську подорож від Еко до гирла Нігеру. З огляду на потугу європейців планував створити прибережну і річкову флотилію. Підкорив усю лагунну систему на захід від Еко.
Помер близько 1580 року. Йому спадкував син Егенґбуда.